# Lipovica (Baranjska županija, Mađarska)
Lipovica (mađ. Kislippó) je pogranično selo u južnoj Mađarskoj.
Zauzima površinu od 8,37 km četvornih.

## Zemljopisni položaj
Nalazi se u Baranji, na 45° 49' 38" sjeverne zemljopisne širine i 18° 31' 47" istočne zemljopisne dužine, nedaleko (3 km) od granice s Republikom Hrvatskom. Selo se pruža u smjeru jugozapad-sjeveroistok. Najbliža naselja u RH su Luč, 3,5 km južno te jugoistočno 7 km udaljena Šumarina i 6 km udaljena Šećerana.
Lapandža je 1,5 km zapadno-jugozapadno, Madžarboja je 2 km sjeverozapadno, Marok je 3,5 km sjeverno-sjeverozapadno, Lipovo je 2,5 km, a Bezedek 3 km sjeveroistočno, a Ivándárda je 2,5, a Šarok 4 km istočno.

## Upravna organizacija
Upravno pripada Šikloškoj mikroregiji u Baranjskoj županiji. Poštanski broj je 7775.

## Povijest
Prvi spomen sela Lipovice je iz 1274. u obliku Lypow. 
Pod turskom vlašću je bila 150 godina.
Od 1918. do 1921. su postrojbe Kraljevine SHS držale pod okupacijom ovo selo.
Za vrijeme socijalizma je selo pripadalo državnom dobru.

## Promet
500 m zapadno i južno od Lipovice prolazi željeznička prometnica Viljan – Madžarboja koja se nastavlja u Republiku Hrvatsku, prema Belom Manastiru i Osijeku.

## Stanovništvo
Lipovica ima 327 stanovnika (2001.). Mađari su većina, a 13% stanovnika se odbilo nacionalno izjasniti ili nepoznato. Rimokatolika je preko 56%, kalvinisti čine preko desetine, nekoliko je luterana i kalvinista te preko 30% stanovnika za koje nije poznata vjera i koji se nisu željeli vjerski izjasniti.

## Vanjske poveznice
- Lipovica na fallingrain.com